# Branimir Vujević
Branimir Vujević (Zadar, 29. studenog, 1974.), hrvatski veslač, osvajač brončane medalje na Olimpijskim igrama u Sydneyu 2000. godine.
Trener je u hrvatskom veslačkom klubu Jadran iz Zadra.